# کلینویک
کلینویک (به لاتین: Klínovec) یک کوه در جمهوری چک است که در یاخیموو واقع شده‌است. کلینویک ۱٬۲۴۴ متر بالاتر از سطح دریا واقع شده‌است.